# Ariel Javier Rosada
Ariel Javier Rosada (* 11. April 1978 in Campana) ist ein ehemaliger argentinischer Fußballspieler.
Ariel Rosada begann seine Karriere beim argentinischen Serienmeister Boca Juniors aus Buenos Aires, wo er mit 18 Jahren in der ersten Mannschaft spielen durfte. Nach nur zwei Jahren zog es ihn nach Europa zum niederländischen Erstligisten AZ Alkmaar. Bereits nach einem Jahr zog es ihn wieder in seine argentinische Heimat – diesmal zu den Chacarita Juniors. Ganze vier Jahre verbrachte er dort (1999 bis 2003), ehe es Rosada zum Ligarivalen Newell’s Old Boys und später zum mexikanischen Vertreter Deportivo Toluca verschlug. Dort war er Stammkraft im defensiven Mittelfeld.
Anfang 2008 wechselte Rosada zu Celta Vigo in die spanische Segunda División. Nach Anfangsschwierigkeiten sicherte er sich in der Saison 2008/09 einen Stammplatz. Nach der Saison kehrte er nach Argentinien zurück, wo er sich erneut den Boca Juniors anschloss. Dort gehörte er in der Spielzeit 2009/10 ebenfalls zum Stamm, ehe er Anfang 2010 nicht mehr berücksichtigt wurde. Rosada wechselte zu Ligakonkurrent CA Banfield, ein Jahr später heuerte er bei Olimpo de Bahía Blanca an. Nach einem kurzen Abstecher zum Club Villa Dálmine fand er Anfang 2013 keinen neuen Verein mehr und beendete bald darauf seine Laufbahn.

## Titel
- 1998: Apertura (Boca Juniors)
- 1999: Clausura (Boca Juniors)
- 2004: Apertura (Newell’s Old Boys)
- 2005: Apertura (Deportivo Toluca)